# Zulejka
Zulejka est un prénom hongrois féminin.

## Étymologie
Zulejka et sa variante Szulejka sont d'origine arabe avec le sens « attirante » : زليخا (Zoulaïkha, Zouleïkha).

## Équivalents
- Zouleïkha

## Personnalités portant ce prénom
- Selon la tradition musulmane, la femme de l'officier égyptien Potiphar, qui avait harcelé Joseph fils de Jacob, s'appelait Zulayka.

- Zuleyka Rivera, mannequin portoricaine Miss Univers 2006.

- Zoulikha Nasri ancienne conseillère du roi du Maroc Mohammed VI.